# 彼得罗斯·格凯扎齐斯
彼得罗斯·格凯扎齐斯（希臘語：Πέτρος Γκαϊδατζής，2000年11月25日—），希腊男子赛艇运动员，2023年欧洲赛艇锦标赛男子轻量级双人双桨铜牌得主、2024年夏季奥林匹克运动会男子轻量级双人双桨铜牌得主。